# 穆羅瓦納 (科托夫斯克區)
47°46′39″N 29°24′44″E / 47.77750°N 29.41222°E
穆羅瓦納（烏克蘭語：Мурована）是位於烏克蘭西南部的村莊，由敖德萨州波季利斯克区的庫亞利尼克市鎮負責管轄。該村始建於1898年，面積1.48平方公里，海拔高度246米，2001年人口455，人口密度每平方公里307.43人。